# Perävaaranlammi
Perävaaranlammi är en sjö i Övertorneå kommun i Norrbotten och ingår i Sangisälvens huvudavrinningsområde.